# Phrynus operculatus
Espèce
Synonymes
- Phalangium palmatum Herbst, 1797

Phrynus operculatus est une espèce d'amblypyges de la famille des Phrynidae.

## Distribution
Cette espèce se rencontre au Guatemala, au Belize, au Mexique et aux États-Unis au Texas,.

## Description
Le mâle décrit par Quintero en 1981 mesure 13,0 mm.

## Publication originale
- Pocock, 1902 : Arachnida : Scorpiones, Pedipalpi, and Solifugae. Biologia Centrali-Americana, vol. 3, p. 1-71 (texte intégral).